# 日本における郡部単位の飛地
日本における郡部単位の飛地（にっぽんにおけるぐんぶたんいのとびち）とは地理的に分離した複数の地域で構成されている郡のことである。
日本の現在の郡は、住所表記や、広域連合体（広域行政圏）の範囲、都道府県議会選挙区の区割などに用いられるに留まり、また、町村に市制が施行されるとその範囲は郡域から除かれるため、多くの飛地が存在する。
飛地の多くは郡域の変化に伴って生じるが、郡域の変化には大きく2種類の要因がある。
明治期以前には、郡・荘の分立や隣郡との境界変更による飛地の発生が主な要因であった。
例えば入間郡は高麗郡の分立によって飛地を生じた。また大隅郡には当初は飛地がなかったと思われるが、度重なる郡域変更により飛地を生じた。明治期以降にも、更級郡や南河内郡、勝田郡など数例このタイプの飛地が見られた（ただし、所属町村そのものの区域の変更に伴うという点で明治期以前の例とは異なる）。
明治期以降には、域内の町村の区制・市制施行による郡域離脱に伴う飛地の発生が多い。
古くは京都市域の区制に伴う愛宕郡の飛地発生から、このタイプの飛地は数多く見られる。
郡域の変化以外の要因で飛地をもつ郡もある。敷知郡の飛地は明応地震により生じたものである。また、海部郡は設置当初から飛地を持っており、のちの変更によるものではない。

## 北海道
- 空知郡
  - 空知管区・上川管区にまたがり、うち空知管区側が分断。南幌町と奈井江・上砂川両町が分断。

- 雨竜郡
  - 1963年（昭和38年）5月の深川町と一已・納内両村が旧空知郡音江村との新設合併による深川市発足に伴い、上川管区の幌加内町が空知管区にある郡部本土（妹背牛・秩父別・雨竜・北竜・沼田各町）と分断された。

- 上川郡
  - 1954年（昭和29年）の士別市と翌々年の1956年（昭和31年）名寄市の相次ぐ発足に伴い郡単位での飛地が発生。また、2006年（平成18年）3月27日の風連町が名寄市との新設合併に伴い、現状では下川町のみ和寒・剣淵両町と分断されている。

- 常呂郡
  - 2006年3月5日に北見市が合併により拡大したため、郡域が南北に分断された。

- 河西郡
  - 1957年（昭和32年）4月の川西・大正両村の同郡が母体となる帯広市への編入に伴い、芽室町が中札内・更別両村と分断された。

## 東北

### 青森県
- 東津軽郡
  - 1955年（昭和30年）の相次ぐ青森市編入に伴う郡域離脱に伴い東西に大きく分断。現在は平内町のみが今別・外ヶ浜両町及び蓬田村と分断している。

- 南津軽郡
  - 平賀町が2006年1月1日に平川市となったため、郡域が南北に分断された。

- 北津軽郡
  - 五所川原市を挟み3分割。現在は中泊町が板柳・鶴田両町と分断。因みに前者・中泊町はそれぞれ分断していた中里町と小泊村の両自治体が合併して発足した新自治体。

- 下北郡
  - 1959年（昭和34年）9月、大湊・田名部両町の合併に伴う大湊田名部市（後の初代・むつ市）により郡単位での飛地が生じる。2005年（平成17年）3月14日に川内・大畑両町及び脇野沢村が旧むつ市に編入、現在は東通村が大間町及び風間浦・佐井両村と分断している状況。

- 三戸郡
  - 2005年3月31日、南郷村が八戸市に編入され東西に分断された。

### 岩手県
- 岩手郡

- 下閉伊郡

- 九戸郡

### 宮城県
- 宮城郡

### 秋田県
- 山本郡

- 雄勝郡
  - 羽後町と東成瀬村がそれぞれ元同郡が母体の湯沢市を挟み分断。

### 山形県
- 西村山郡

- 西置賜郡

### 福島県
- 伊達郡…川俣町が桑折町、国見町と伊達市をはさみ分断されている。

- 耶麻郡…西会津町が猪苗代町、北塩原村と喜多方市をはさみ分断されている。

- 西白河郡…西郷村が他町村と白河市をはさみ分断されている。

- 田村郡…三春町と小野町が田村市をはさみ分断されている。

- 相馬郡…飯舘村と新地町が相馬市、南相馬市をはさみ分断されている。

## 関東

### 茨城県
- 東茨城郡:赤塚村が1958/4/1に水戸市に編入され、南北で分割された。

- 稲敷郡:2005/3/22に稲敷市が発足し、南北で分断された[1]。

### 栃木県
- 下都賀郡:美田村が小山市に編入され、南北で分割された。2010年に大平町・藤岡町・都賀町が栃木市と合併し、南部が消滅した。

- 塩谷郡:氏家町が2005年にさくら市となったため、東西に分割された。

- 那須郡:湯津上村、黒羽町が2005年に大田原市と合併し、南北に分割された。
- 河内郡:1954年の宇都宮市拡大に伴い、南北に分割。北部は2007年に消滅、南部も下野市の発足などで縮小しながらも存続している。

### 群馬県
- 多野郡
  - 1955年に日野村が藤岡市に編入され、南北で分断された。2009年に吉井町が高崎市に編入され、北部は消滅。南部は現在も存続している。
- 利根郡
  - のちに編入された地域のうち単独で存続しているのは昭和村のみ。現沼田市を挟み、郡部本土のみなかみ町及び片品・川場両村と分断。

### 埼玉県
- 入間郡

- 比企郡

- 秩父郡

- 児玉郡

- 北葛飾郡

### 千葉県
- 印旛郡

- 香取郡

- 山武郡

- 夷隅郡

### 東京都
- 西多摩郡
  - 1972年の秋川市（後のあきる野市）発足で、羽村町（後の羽村市）・瑞穂町が飛地になった。
  - 1995年のあきる野市発足で、日の出町が飛地になった。
- 北多摩郡
  - 1955年に調布市が発足し、狛江町が飛地になった。1970年に狛江市となり、解消された。

## 中部

### 新潟県
- 岩船郡

1954年（昭和29年）3月31日、3町2村の合併による村上市の発足により北部10村と南部7村に分断。2008年（平成20年）4月1日、2町2村の村上市との合併により南北の分断状態は解消されたが、所属自治体が内陸部の関川村と島部の粟島浦村のみとなったことにより飛び地状態は継続。

### 石川県
- 羽咋郡

### 山梨県
- 南都留郡

### 長野県
- 北佐久郡

- 小県郡

- 諏訪郡

- 上伊那郡

- 下伊那郡

- 東筑摩郡

- 北安曇郡

- 上水内郡

### 岐阜県
- 安八郡

- 加茂郡

### 静岡県
- 駿東郡

- 榛原郡

### 愛知県
- 海部郡

- 知多郡

### 三重県
- 三重郡

## 近畿

### 滋賀県
- 蒲生郡
  - 2006年（平成18年）1月の蒲生町の東近江市への編入に伴い、日野町が竜王町と分断された。

### 京都府
- 相楽郡
  - 2007年（平成19年）3月12日に山城町・木津町・加茂町が合併して木津川市が発足したことにより、和束町・笠置町・南山城村の3町村と精華町が東西に分断された。
- 与謝郡
  - 1954年（昭和29年）6月1日に与謝郡内8町村が合併し宮津市が発足したことにより、南北に分断された（南は現在の与謝野町、北は現在の伊根町）。

### 大阪府
- 泉南郡
  - 1954年（昭和29年）4月1日、日根野村・長滝村・上之郷村・南中通村・大土村が泉佐野市に編入され、熊取町が他地域より分断される。さらに、1970年（昭和45年）7月1日に泉南町が市制施行し泉南市となったことにより、田尻町も分断され、郡域が3つに分断された。

### 兵庫県
- 加古郡
  - 1950年（昭和25年）6月15日、加古川町・神野村・野口村・平岡村・尾上村が合併し加古川市が発足。これにより、郡域が東・西・南の3つに分断される。その後も市町村合併を繰り返し、1954年の高砂市の発足により西地区は消滅、1955年（昭和30年）には稲美町（東）と阿閇村（南、現在は町制し播磨町）という現在の形となった。

### 和歌山県
- 東牟婁郡

## 中国

### 鳥取県
- 西伯郡

### 広島県
- 安芸郡
  - 2006年度（厳密には前年度末の3月20日）以降の時点では、府中町のみが坂・熊野・海田各町と分断。前者・府中町の周囲は広島市に囲まれている。

## 四国

### 香川県
- 綾歌郡

- 仲多度郡

### 高知県
- 安芸郡

- 幡多郡

## 九州

### 福岡県
- 朝倉郡
  - 1954年（昭和29年）4月：甘木市（現・朝倉市）発足に伴う甘木町など2町8村の郡域離脱により発生。
  - 現在の筑前町と東峰村。

- 京都郡
  - 1954年（昭和29年）10月の行橋市発足に伴う行橋町など9町村の郡域離脱により発生。
  - 現在の苅田町とみやこ町。

- 築上郡
  - 1955年（昭和30年）2月の宇島市（現：豊前市）発足に伴う八屋町など9町村の郡域離脱により発生。
  - 現在の吉富町・上毛町と築上町。

- 鞍手郡
  - 2006年（平成18年）2月の宮若市発足に伴う宮田町と若宮町の郡域離脱により発生。
  - 現在の鞍手町と小竹町。

### 佐賀県
- 三養基郡
  - 1954年（昭和29年）4月の鳥栖市発足に伴う鳥栖町など5町村の郡域離脱により発生。
  - 現在の基山町と上峰町・みやき町。

### 長崎県
- 北松浦郡

### 熊本県
- 玉名郡
  - 1954年（昭和29年）4月の玉名市発足に伴う玉名町など3町9村の郡域離脱により発生。
  - 現在の玉東町・南関町・和水町と長洲町。

- 阿蘇郡
  - 2005年（平成17年）2月の阿蘇市発足に伴う一の宮町など2町1村の郡域離脱により発生。
  - 現在の南小国町・小国町・産山村と高森町・西原村・南阿蘇村。

### 宮崎県
- 児湯郡
- 宮崎郡:1951年に瓜生野村が宮崎市に編入され、南北に分断された。2006年に北部が宮崎市に編入され、解消された。
- 西諸県郡:1950年に小林市が誕生し、東西に分断された。1970年に西部がえびの市となり、解消された。
- 南那珂郡:1956年に酒谷村が日南市に編入され、北郷村と南郷町が分断された。2009年に日南市と合併し解消。

### 鹿児島県
- 鹿児島郡:桜島町と吉田町で分断されていた。2004年に解消された。
- 姶良郡:1955年の国分市の市制施行により、福山町とそれ以外に分断。2005年に福山町が国分市などと合併し霧島市となったが、残りが湧水町とそれ以外で南北に再分断。2010年に姶良市が発足し、南部が消滅して解消された。
- 出水郡:1955年に三笠村が阿久根市に編入され、島嶼部と本土側に分断された。2006年に本土側が出水市に編入され、解消された。

- 大島郡

### 沖縄県
県内各地では早くも市制施行の波にのまれている現状ではいずれも主に島嶼間における飛地という扱いになっている。なお、このうち国頭郡における事例では、本土内でも新自治体「名護市」の発足による相次ぐ郡域離脱で郡単位での飛地が生じている。
- 島尻郡
- 国頭郡
- 八重山郡

## 明治期以前の郡
- 常陸国信太郡
  - 河内郡に隔てられた浮島村が飛地となっていた。
  - 1896年(明治29年)4月1日 - 郡制施行により、河内郡と統合されて稲敷郡となり飛地解消。
- 下野国安蘇郡
  - 現在の日光市足尾町域が都賀郡により分断されていた。
  - 1889年(明治22年)4月1日 ‐ 栃木県における町村制施行により、飛地部分が上都賀郡に編入され飛地解消。
- 武蔵国入間郡
  - 高麗郡に隔てられ南東部・北西部に分断されていた。
  - 1896年(明治29年)4月1日 - 郡制施行により、高麗郡を編入し飛び地解消。
- 甲斐国八代郡（山梨県東八代郡）
  - 田野村・木賊村が山梨郡（1878年以降は東山梨郡）初鹿野村によって分断されていた。田野村と木賊村も隣接していない。
  - 1878年(明治11年)12月19日 - 郡区町村編制法の山梨県での施行により東八代郡と西八代郡に分割されるが、飛び地は東八代郡に継承。
  - 1941年(昭和16年)2月11日 - 飛び地となっていた東八代郡田野村・木賊村が東山梨郡初鹿野村・鶴瀬村と合併して東山梨郡大和村となり飛び地解消。
- 伊豆国君沢郡
  - 田方郡・駿河国駿東郡に隔てられ南北に分断されていた。
  - 1896年(明治29年)4月1日 - 郡制施行により、田方郡に編入され飛び地解消。
- 遠江国周智郡
  - 豊田郡に隔てられ南北に分断されていた。
  - 1879年(明治12年) - 豊田郡三倉村を編入し飛び地解消。
- 遠江国敷知郡（静岡県浜名郡）
  - 陸部では引佐郡、水上では浜名湖に隔てられ東西に分断されていた。
  - 1896年(明治29年)4月1日 - 郡制施行により、敷知郡の大部分が浜名郡に編入される。
  - 2005年(平成17年)7月1日 - 浜名郡舞阪町・雄踏町が浜松市に編入され飛び地解消。
- 美濃国石津郡
  - 多芸郡に隔てられ北西部・南東部に分断されていた。
  - 1878年(明治11年) - 北西部が上石津郡、南東部が下石津郡となり飛び地解消。
- 近江国浅井郡
  - 陸部では伊香郡、水上では琵琶湖に隔てられ東部・西部に分断されていた。
  - 1879年(明治12年)5月16日 - 郡区町村編制法の滋賀県での施行により、東部が東浅井郡、西部が西浅井郡となり飛び地解消。
- 紀伊国海部郡
  - 陸部では名草郡・有田郡、水上では紀伊水道に隔てられ複数の地域に分断されていた。
  - 1896年(明治29年)4月1日 - 郡制施行により、名草郡と統合されて海草郡となり飛び地解消。
- 安芸国豊田郡
  - 南西部が賀茂郡に隔てられ分断されていた。
- 肥前国彼杵郡
  - 陸部では高来郡、水上では大村湾に隔てられ東部・西部（西彼杵半島）に分断されていた。
  - 1878年（明治11年）10月28日 - 郡区町村編制法の長崎県での施行により、東部が東彼杵郡、西部が西彼杵郡となり飛び地解消。
- 肥前国高来郡
  - 西部が彼杵郡によって隔てられていた。
  - 1878年（明治11年）10月28日 - 郡区町村編制法の長崎県での施行により、飛び地部分が西彼杵郡に編入され飛び地解消。
- 大隅国大隅郡（鹿児島県南大隅郡）
  - 肝属郡に隔てられ南北に分断されていた。
  - 1887年(明治20年)4月1日 - 北大隅郡と南大隅郡に分割されるが、飛び地は南大隅郡に継承。
  - 1896年(明治29年)3月29日 - 南大隅郡が肝属郡に編入され飛び地解消。

## 近年までの主な事例
- 徳島県那賀郡
  - 羽ノ浦・那賀川両町による那賀川北岸自治体地域（共に阿南市編入地域）と現那賀町（旧3町2村のいわゆる旧丹生谷（にゅうだに）地区、のちに合併し単独自治体による郡になることを選択）。郡外周辺は阿南市旧市域と勝浦郡両町に囲まれていた。2006年3月に実施した前述の両町編入により飛地は解消された。
- 群馬県多野郡
  - 最後に残った飛地の旧吉井町が隣接する高崎市へ編入し飛地解消、残る2町村（神流町・上野村）のみ同郡に残留。
- 愛知県愛知郡
  - 1994年10月、旧日進町の単独市制施行により郡単位での飛地が生じる。旧長久手町（当時、現長久手市）が2012年の正月3ヶ日明け（1月4日）に単独で市制施行したことにより飛地解消がなされ、東郷町のみの単独自治体による郡となり現在に至る。
- 三重県度会郡
  - 1941年5月、神社町が宇治山田市（のちに伊勢市に改称）に編入されたため東西に分断された。1955年1月四郷村が宇治山田市に編入（同日に伊勢市に改称）したことにより東側は二見町のみとなる。2005年11月に旧伊勢市、二見町、小俣町、御薗村が合併して新制伊勢市発足により解消された。
- 三重県阿山郡
  - 1941年9月、上野町・小田村・三田村・城南村・新居村・長田村・花之木村が合併して上野市が発足により島ヶ原村が他の郡域から分断された。2004年11月に郡内すべての町村と上野市、名賀郡青山町と合併して伊賀市が発足により阿山郡自体消滅したことより解消された。
- 大阪府南河内郡
  - 1959年1月、旧南大阪町の単独市制施行により羽曳野市発足により郡域が東、西、北の3つに分断される。1966年11月に旧美陵町の単独市制施行により藤井寺市発足により北側の飛び地は解消し東側と西側だけになった。1987年10月に旧狭山町の単独市制施行により大阪狭山市発足により西側は美原町だけとなる。2005年2月美原町が堺市に編入したことより解消された。
- 兵庫県揖保郡
  - 1951年4月、龍野町・揖西村・揖保村・神岡村・誉田村が合併して龍野市が発足により郡域が南部と北部に分断される。1954年7月太市村が姫路市に編入されたため太子町が分断されて3つになった。1967年3月に林田町が姫路市に編入されてからは北側は新宮町だけになる。2005年10月龍野市、新宮町、揖保川町、御津町が合併してたつの市発足により飛地解消がなされ、太子町のみの単独自治体による郡となり現在に至る。
- 兵庫県飾磨郡
  - 1958年1月、飾東村が姫路市に編入以降は島部の家島町と内陸部の夢前町だけになった。2006年3月に郡内に残存した2町は神崎郡香寺町、宍粟郡安富町ともに姫路市に編入により飾磨郡自体消滅したことより解消された。
- 奈良県北葛城郡
  - 1991年10月、旧香芝町の単独市制施により北側4町（上牧町、王寺町、広陵町、河合町）と南側2町（新庄町、當麻町）に分断された。2004年10月に南側2町が合併して葛城市発足により解消された。
- 島根県八束郡
  - 1939年11月1日、朝酌村の松江市への編入により北部（旧秋鹿郡・島根郡）と南部（旧意宇郡）に分断される。
  - 1951年4月1日、忌部村と大庭村の一部の松江市への編入により南部が東部と西部に分断され、三分割状態になる。
  - 2005年3月31日、6町1村の松江市への編入により飛び地状態が解消される。
- 岡山県和気郡
  - 1971年4月、備前町と三石町が合併して備前市発足により日生町と他の3町（吉永町、和気町、佐伯町）が分断された。2005年3月に旧備前市、日生町、吉永町が合併して新制の備前市発足により解消された。
- 岡山県都窪郡
  - 1971年3月、吉備町・妹尾町・福田村が岡山市に、庄村が倉敷市に編入されたため北部（清音村と山手村）と南部（茶屋町と早島町）に分断された。1972年5月に茶屋町が倉敷市に編入されたため北部2村、南部1町になった。2005年3月に旧総社市、清音村、山手村が合併して新制の総社市発足により飛地解消がなされ、早島町のみの単独自治体による郡となり現在に至る。
- 岡山県浅口郡
  - 1952年1月、旧玉島町の単独市制施により東西に分断され、東側は1953年以降船穂町のみとなった。2005年8月に船穂町が倉敷市に編入したことより解消された。
- 岡山県阿哲郡
  - 1955年5月、千屋村が新見市に編入合併したため大佐町が他の3町（哲多町、哲西町、神郷町）と分断された。2005年3月に旧新見市と阿哲郡に残存した町全て合併して新制の新見市発足により阿哲郡自体が消滅したことより解消された。